# 瑪麗·波拿巴
瑪麗·波拿巴（法語：Marie Bonaparte，1882年7月2日—1962年9月21日），法國精神分析學家，和西格蒙德·弗洛伊德關係密切。她促進了精神分析學的大眾化，並曾幫助弗洛伊德逃離納粹統治。

## 生平
瑪麗·波拿巴生於法國聖克盧，出身波拿巴家族，是拿破崙的曾姪女：她的父親羅蘭·波拿巴是拿破崙之弟呂西安·波拿巴的孫子。母親瑪麗·費利克斯·布蘭克是蒙地卡羅的地產大亨François Blanc之女，在生下她後不久便死於栓塞。瑪麗從外祖父那裏繼承了龐大的遺產。1907年11月21日瑪麗在巴黎和希臘國王喬治一世的次子喬治王子（1869年6月24日－1957年11月25日）結婚，育有一子彼得（1908年－1980年）、一女尤金妮（1910年－1989年）。

## 性學研究
瑪麗因自身難以獲得性滿足而開始從事性學研究。1924年她以筆名A. E. Narjani發表了關於性冷感的理論，她測量了243位女性陰蒂和陰道間的距離並分析她們的性生活史後得出結論，認為兩者間的距離和女性獲得性高潮的難度成正比，其間距超過2.5公分即容易發生性冷感。瑪麗斷定自身的問題來自此處，要求醫生Josef von Halban幫她動手術移動陰蒂位置。之後她公開了自己的手術過程並將之命名為Halban-Narjani手術。但手術後效果不如瑪麗的預期，她讓醫生又重動刀了一次。
瑪麗的研究活動惹來了羅馬尼亞現代主義雕塑家康斯坦丁·布朗庫西的諷刺。他在1919年製作了一尊題為「X公主」的青銅陰莖雕塑，以嘲諷瑪麗對陰莖和性高潮的執著。

## 和弗洛依德的關係

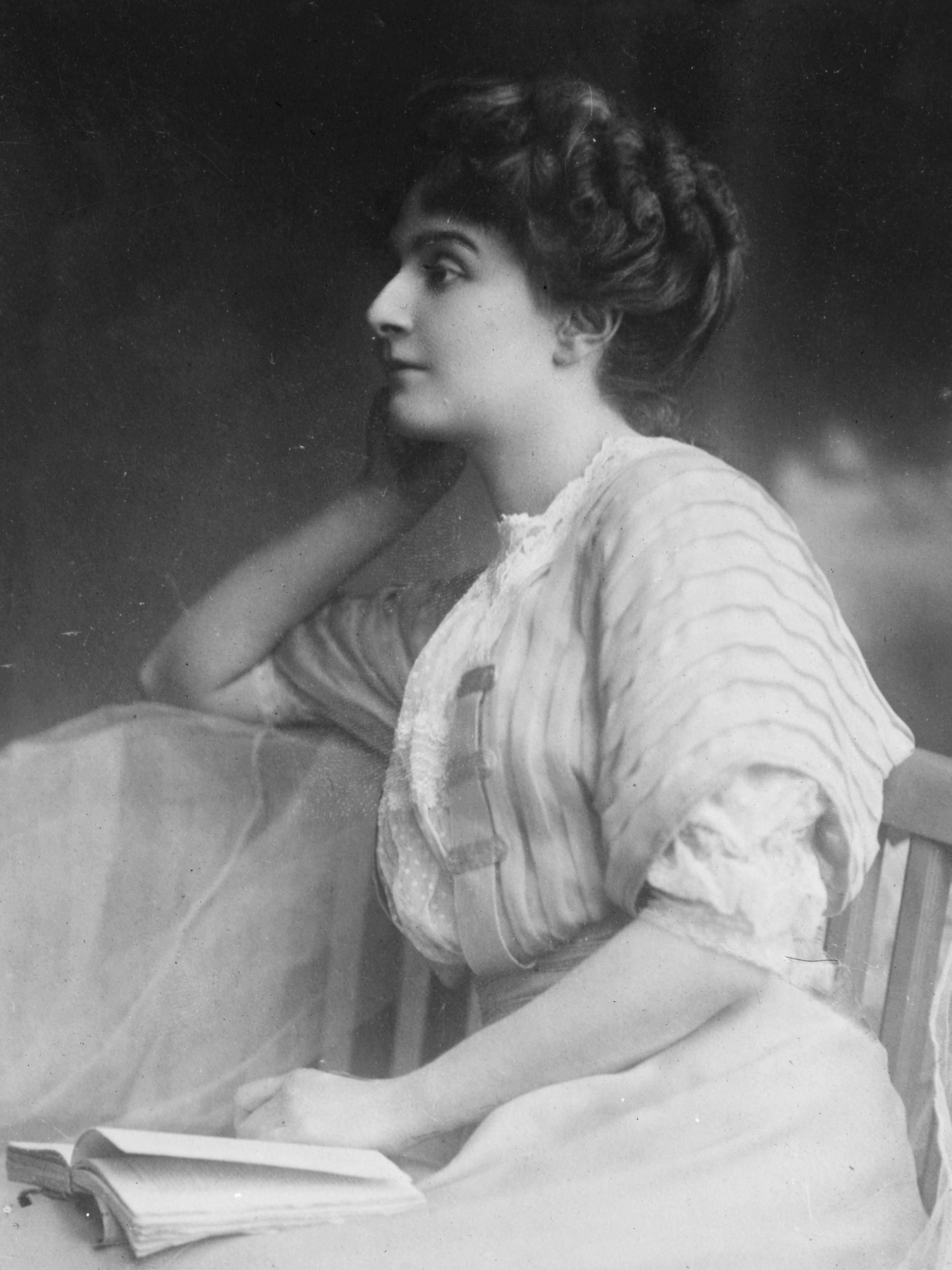
玛丽·波拿巴

1925年瑪麗針對性冷感問題開始求教於弗洛伊德。之後在弗洛伊德生命受納粹威脅時，她支付了大筆贖金讓弗洛伊德得以安全逃脫。她還從德國藉猶太裔耳鼻喉科醫生Wilhelm Fliess的遺孀那裏買下弗洛伊德寫給Wilhelm Fliess的書信，由於弗洛伊德在信中坦承自己吸食古柯鹼，瑪麗應弗洛伊德本人要求，從未閱讀過信件內容。這批信件直到1984年才公開。納粹控制維也納後，瑪麗設法延遲了蓋世太保對弗洛伊德研究室的搜索，並幫助弗洛伊德把私人物品及財產順利運出國。
雖然她患有性冷感，但她仍被認為先後和法國總理阿里斯蒂德·白里安及弗洛依德的弟子Rudolph Loewenstein有過不倫關係。

## 晚年
瑪麗終生致力於推動精神分析學的普及。她把佛洛伊德的許多著作翻譯成法語，並在1926年參與創立法國精神分析學會。除此之外，她還是一位爱伦·坡的研究者，撰寫過爱伦·坡的傳記和作品研究。她還積極贊助人類學家Géza Róheim的研究活動。
1962年9月21日瑪麗因白血病薨於法國聖特羅佩，享年八十歲，骨灰和丈夫合葬於希臘王室墓園。